# Châteaubriant
Châteaubriant (Bretonisch Kastell-Briant) ist eine französische Gemeinde mit 12.231 Einwohnern (Stand 1. Januar 2022) im Département Loire-Atlantique in der Region Pays de la Loire; sie ist Verwaltungssitz des Arrondissements Châteaubriant-Ancenis und Hauptort des Kantons Châteaubriant. Die Einwohner werden Castelbriantais(es) genannt.

## Geografie

Lage der Gemeinde Châteaubriant im Département Loire-Atlantique

Châteaubriant liegt 49 Kilometer nördlich von Ancenis, 55 Kilometer südlich von Rennes, 69 Kilometer nördlich von Nantes und 73 Kilometer westlich von Angers.
Nachbargemeinden von Châteaubriant sind Rougé, Saint-Aubin-des-Châteaux, Louisfert, Erbray und Soudan.
Die Stadt wird in ost-westlicher Richtung vom Fluss Chère durchquert.

## Geschichte
Die Geschichte des Ortes beginnt am Anfang des 11. Jahrhunderts, als Brient, Gesandter des Grafen von Rennes auf einer Motte am Ufer der Chère eine Festung baute. Er gründete wenig später die Priorei Saint Sauveur de Béré. Um die Burg entwickelte sich eine Ortschaft, die Châteaubriant genannt wurde.
Die Festung war – wie Vitré und Fougères – Teil der Verteidigungsanlagen der  Bretonischen Mark, die von den Karolingern gegen die Bretagne eingerichtet worden war.
Im Juni 1551 erließ Heinrich II. mit dem Edikt von Châteaubriant das erste von drei Edikten gegen die Hugenotten.

### Internierungslager Camp de Choisel – Châteaubriant
Auf der Webseite der Organisation AJPN - Anonymes, Justes et Persécutés durant la période Nazie dans les communes de France findet sich eine ausführliche Beschreibung über die Zeit des Krieges und der Besatzung zwischen 1939 und 1945 und den damit einhergehenden Internierungen. Den Anfang machten 1939 110 spanische Bürgerkriegsflüchtlinge, die provisorisch im Erdgeschoss des Rathauses von Châteaubriant und in verschiedenen Lagerhäusern in der Stadt untergebracht wurden. Sie wurden aber bald fast komplett in das neu errichtete Internierungslager Moisdon-la-Rivière verlegt.
Im Mai 1940 wurde Châteaubriant Ziel französischer Binnenflüchtlinge, die vor der vorrückenden deutschen Wehrmacht aus dem Norden Frankreichs flohen. Die Stadt stand vor großen Problemen bei der Versorgung und Unterbringung dieser Menschen, und der Bürgermeister bedauert, dass die Bürger von Châteaubriant nicht stärker bereit sind, sich an der Unterbringung der Flüchtlinge zu beteiligen.
Während des weiteren Vormarsches der Deutschen wurde der Eisenbahnknoten Châteaubriant zu einem Sammelpunkt für bis zu 45.000 französische Soldaten (bei nur gut 8.000 städtischen Einwohnern). Sie wurden von den Deutschen in vier Lagern in und um Châteaubriant untergebracht, die die Gefangenen selber organisieren mussten.
- Lager „A“ bei Moulin Roul an der Straße Châteaubriant-Soudan für etwa 7.000 Gefangenen.
- Lager „B“ in den Sümpfen von Courbetière für ebenfalls bis zu 7.000 Gefangene.
- Lager „S“ in Ville en Bois (ca. 7.000 Gefangene).
- Lager „C“ in „Choisel“ am Ausgang von Châteaubriant an der Straße nach Fercé. Laut AJPN war das Camp Choisel das wichtigste der vier Lager und blieb als einziges bis Kriegsende bestehen.

„Die Lager wurden völlig improvisiert errichtet und sind nur behelfsmäßig eingerichtet. Die Gefangenen schlafen unter freiem Himmel. Die Nahrung ist spärlich. Es gibt immer mehr Krankheitsfälle.“
Das für bis zu 1.000 Personen ausgelegte Lager Choisel bestand aus von einem Stacheldrahtgürtel umgebenen Baracken und diente nach der deutschen Besetzung vom Sommer 1940 bis zum 14. Januar 1941 als Internierungslager für gefangengenommene französische Soldaten (Frontstalag 183 A). Die zu diesem Zeitpunkt noch internierten Kriegsgefangenen wurden nach Deutschland verbracht.
Von Februar oder März 1941 bis Mai 1942 war Choisel dann ein Internierungslager des Vichy-Regimes. Es war eines von 200 Lagern, in die das Regime Menschen nur aufgrund von Verwaltungsmaßnahmen (im Allgemeinen durch einen Präfekten veranlasst) und nicht aufgrund eines Gerichtsverfahrens wegsperrte. Zu diesen Verwltungsinternierten zählten:
- Unerwünschte (Indésirables: spanische Flüchtlinge, Zuhälter und Prostituierte beziehungsweise Personen, die von den Behörden als solche eingeschätzt wurden, Schwarzmarkthändler usw.);
- Zigeuner, Nomaden, Schausteller und Personen ohne festen Wohnsitz[3];
- politisch unliebsame Personen, meist Kommunisten und Gewerkschafter.

Die Fondation pour la mémoire de la déportation (FMD) erwähnt für den 21. April 1942 die Anwesenheit von 782 Franzosen und lediglich 86 Ausländern, darunter keine Deutschen. Anfangs (1941) bildeten die Nomaden die stärkste Gruppe im Lager, später die Politischen.
Bei der Wiedereröffnung des Lagers im Februar 1941 habe es 32 Holzbaracken gegeben, von denen aber nur 20 sofort verwendet werden konnten. Jede Baracke beherbergte zwischen 40 und 50 Personen. Im September 1941 wurde das Lager in mehrere Abschnitte aufgeteilt, die auch untereinander durch Stacheldraht getrennt waren. 11 Baracken bildeten das Nomaden-Lager, 6 das Lager für die Unerwünswchten und 12 waren den Politischen zugedacht, laut Plan den Kommunisten. Hinzu kamen Baracken für die Bewacher, die Verwaltung, zum Duschen und Disziplinarräume (locaux disciplinaires). Für das Lager, das offiziell dem Innenministerium unterstand, war vor Ort der Präfekt verantwortlich, dem der Lagerleiter unterstand. Über allem aber wachten die deutschen Besatzungsbehörden. Das Lager hatte zudem einen doppelten Status: Es fungierte als Zentrum des überwachten Aufenthalts (Centre de séjour surveillé) für unerwünschte Personen und als Konzentrationslager (Camp de concentration) für politische Häftlinge. Letzteres hatte jedoch nichts zu tun mit der deutschen Bedeutung dieses Begriffs; es ging im Wortsinn um die Konzentrierung bestimmter Personengruppen an einem Ort, nicht um deren Vernichtung.
Im Oktober 1941 wurde „Châteaubriant […] zum Schauplatz einer der tragischsten Episoden der dunklen Jahre“. Von der Vichy-Regierung wurden 27 kommunistische Häftlinge aus dem Lager Choisel den deutschen Besatzern als Geiseln ausgeliefert; sie wurden am 22. Oktober als Vergeltung für das tödliche Attentat auf den Feldkommandanten von Nantes, Karl Hotz, erschossen. Guy Môquet, die jüngste hingerichtete Geisel, war erst 17 Jahre alt. Der Hinrichtungsort, die Carrière des Fusillés, ist heute eine der wichtigsten Gedenkstätten der Region.

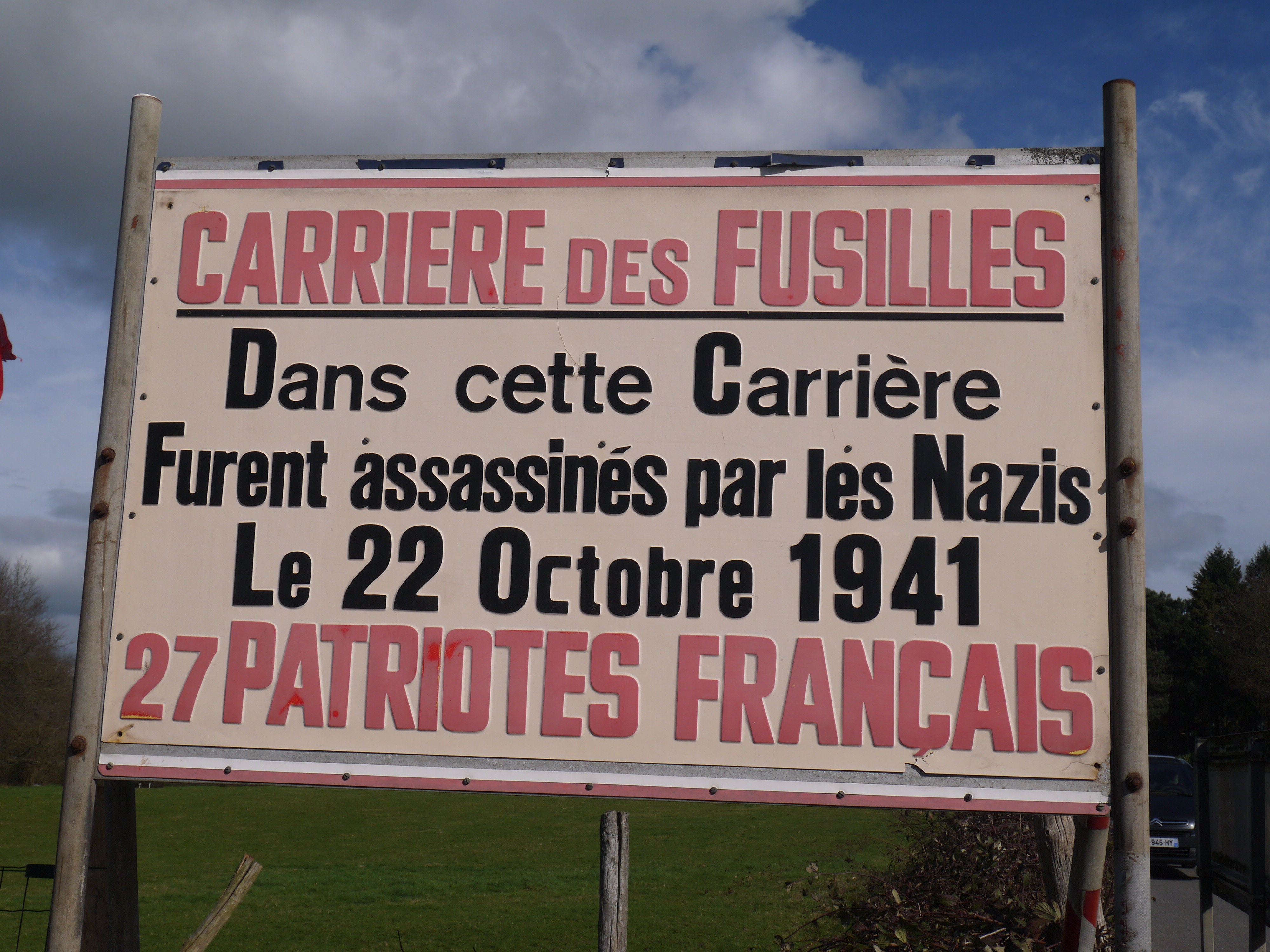
Wegweiser am Eingang zur Gedenkstätte
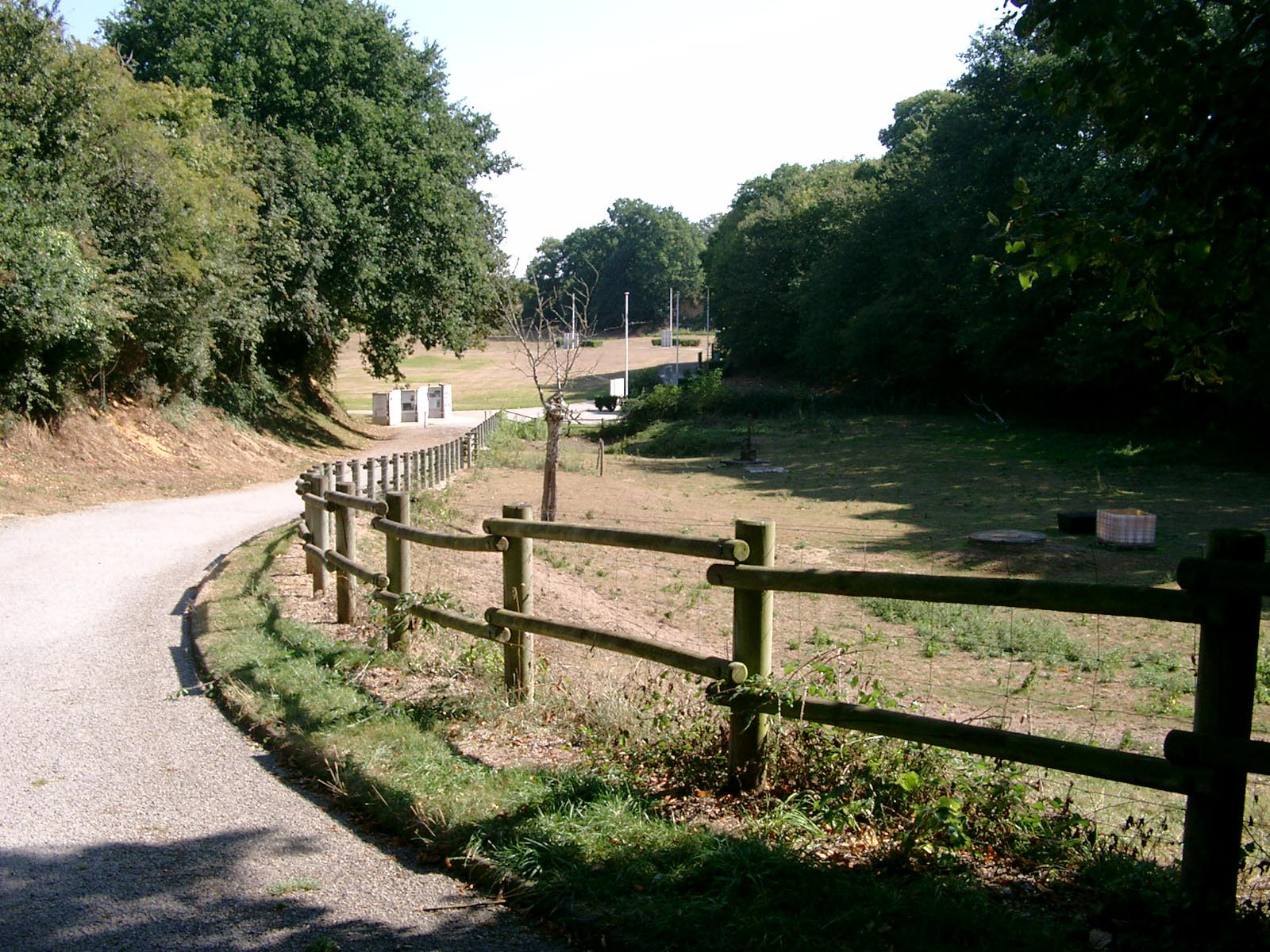
Weg zur Gedenkstätte
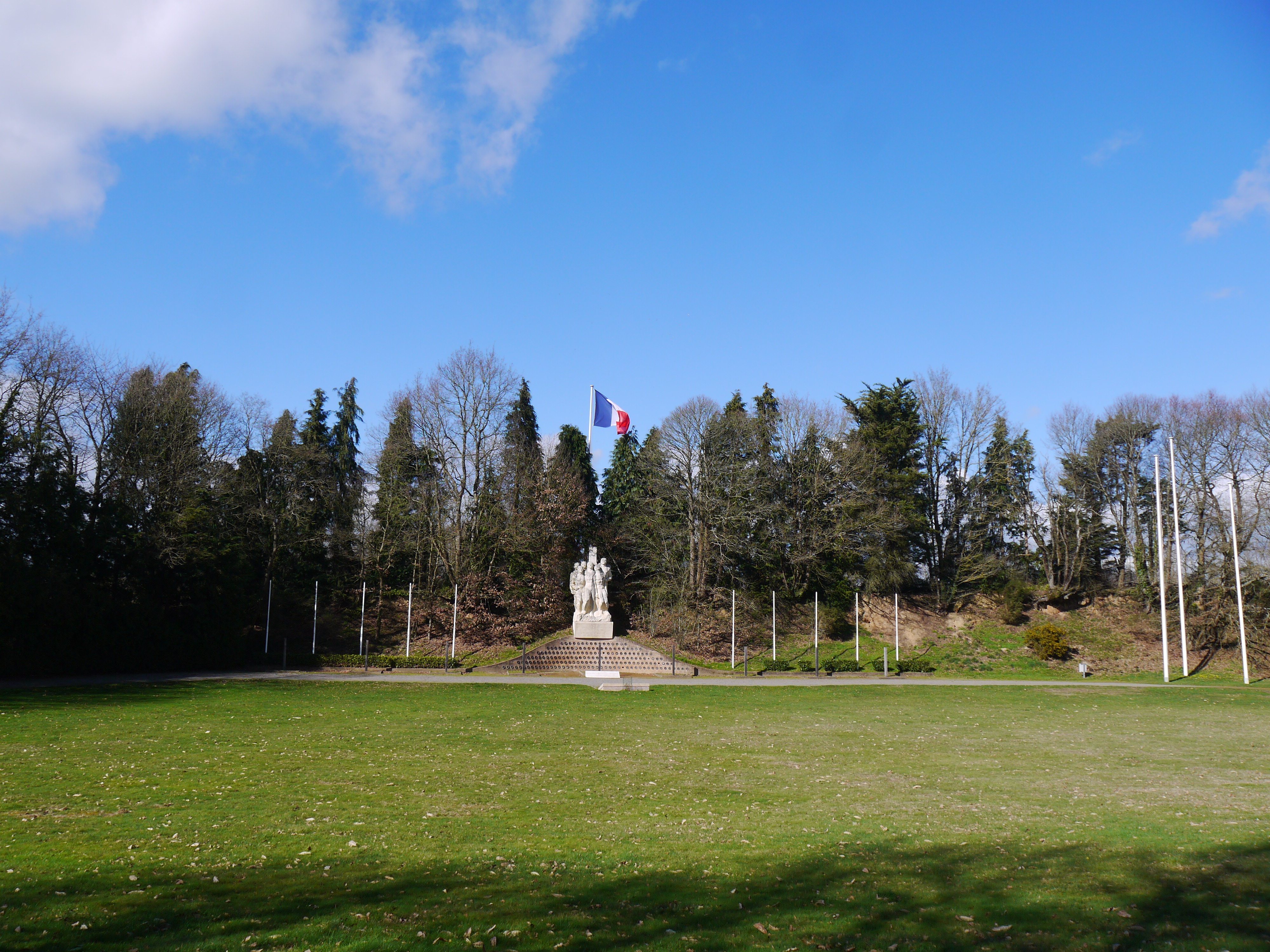
Blick auf die Gedenkstätte
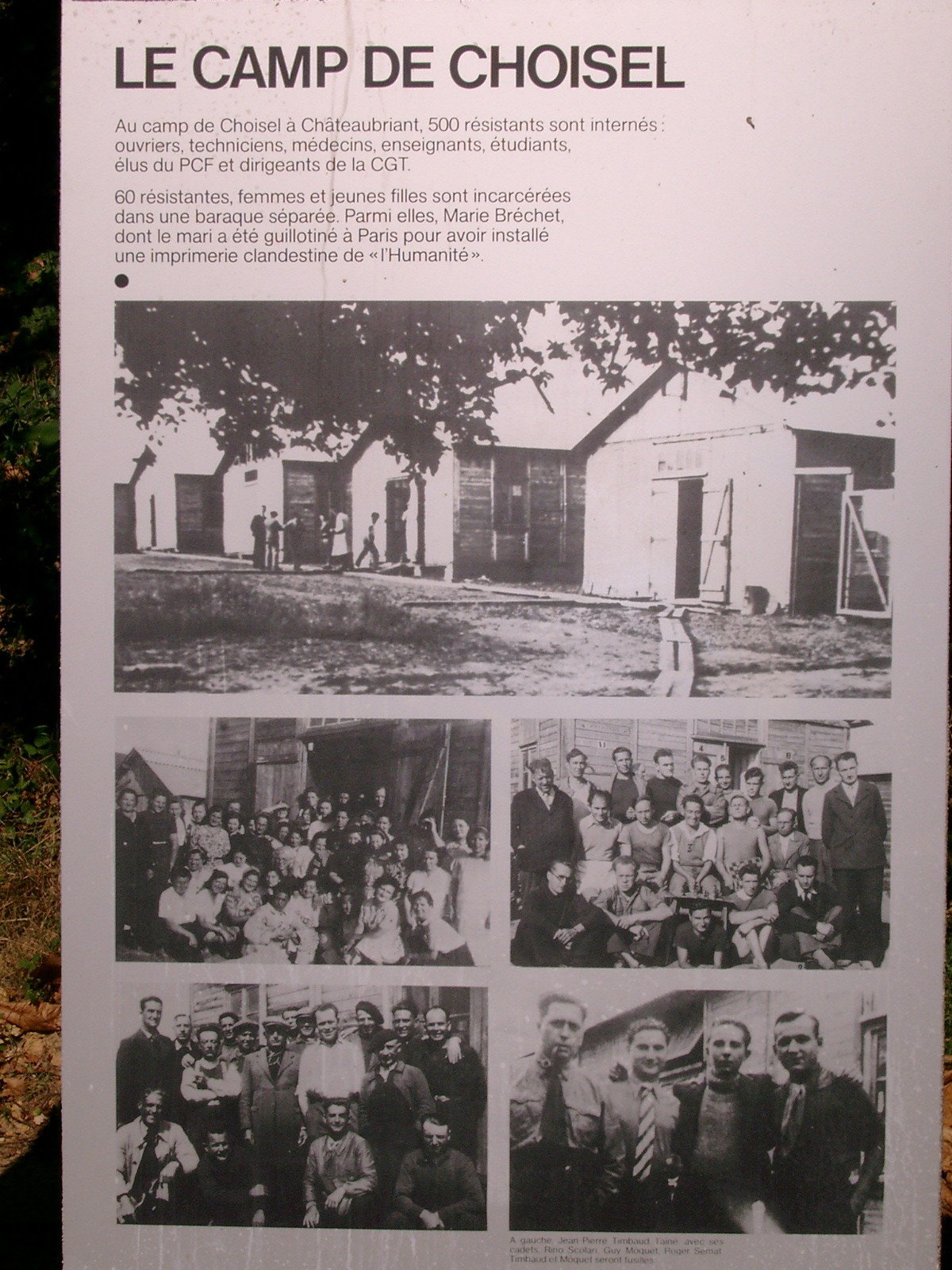
Informationstafel auf dem Gelände der Gedenkstätte über „Le Camp de Choisel“

- Siehe auch: Gedenkstätte Carrière des Fusillés (Monument historique)

Nach Denis Peschanski wurde das Lager Choisel-Châteaubriant 1942 aufgrund strategischer Erfordernisse geschlossen. Nach der Befreiung waren die Baracken zunächst von der Forces françaises de l’intérieur (FFI) besetzt worden. Es gab jedoch bereits wieder Pläne, das Lager erneut für Internierungen zu reaktivieren. Untergebracht werden sollten vor allem Personen, die der Kollaboration und des Schwarzhandels verdächtigt wurden. Aufgrund unterschiedlicher Einschätzungen über die Eignung des Lagers dauerte es noch bis zum 21. September 1944, bevor ein offizieller Beschluss verkündet werden konnte, und weitere Wochen vergingen, bevor die ersten Internierten eintrafen. Erste bekannte Zahlen geben Auskunft über 132 Internierte am 19. Oktober 1944 und 274 zehn Tage später. Obwohl das Lager diesmal für die Unterbringung von 1.500 Personen vorgesehen war, nahm es Zeit seines Bestehens maximal 564 Personen auf.:S. 797 Eine bei Peschanski abgedruckte Tabelle zeigt, dass zwischen dem 30. November 1944 und dem 31. Oktober 1945 die Personen, die aus politischen Gründen interniert waren (Kollaboration), die Mehrheit der Lagerinsassen stellten. Mit 531 Personen erreichte die Belegung am 31. Juli 1945 letztmals einen Höchststand und ging danach ständig bergab. Am 30. November 1945 befanden sich noch neun Schwarzmarkthändler und eine unerwünschte Person im Lager.:S. 799

## Bevölkerungsentwicklung
- 1962: 10.852
- 1968: 11.986
- 1975: 13.231
- 1982: 14.023
- 1990: 12.783
- 1999: 12.065
- 2017: 11.974

## Sehenswürdigkeiten

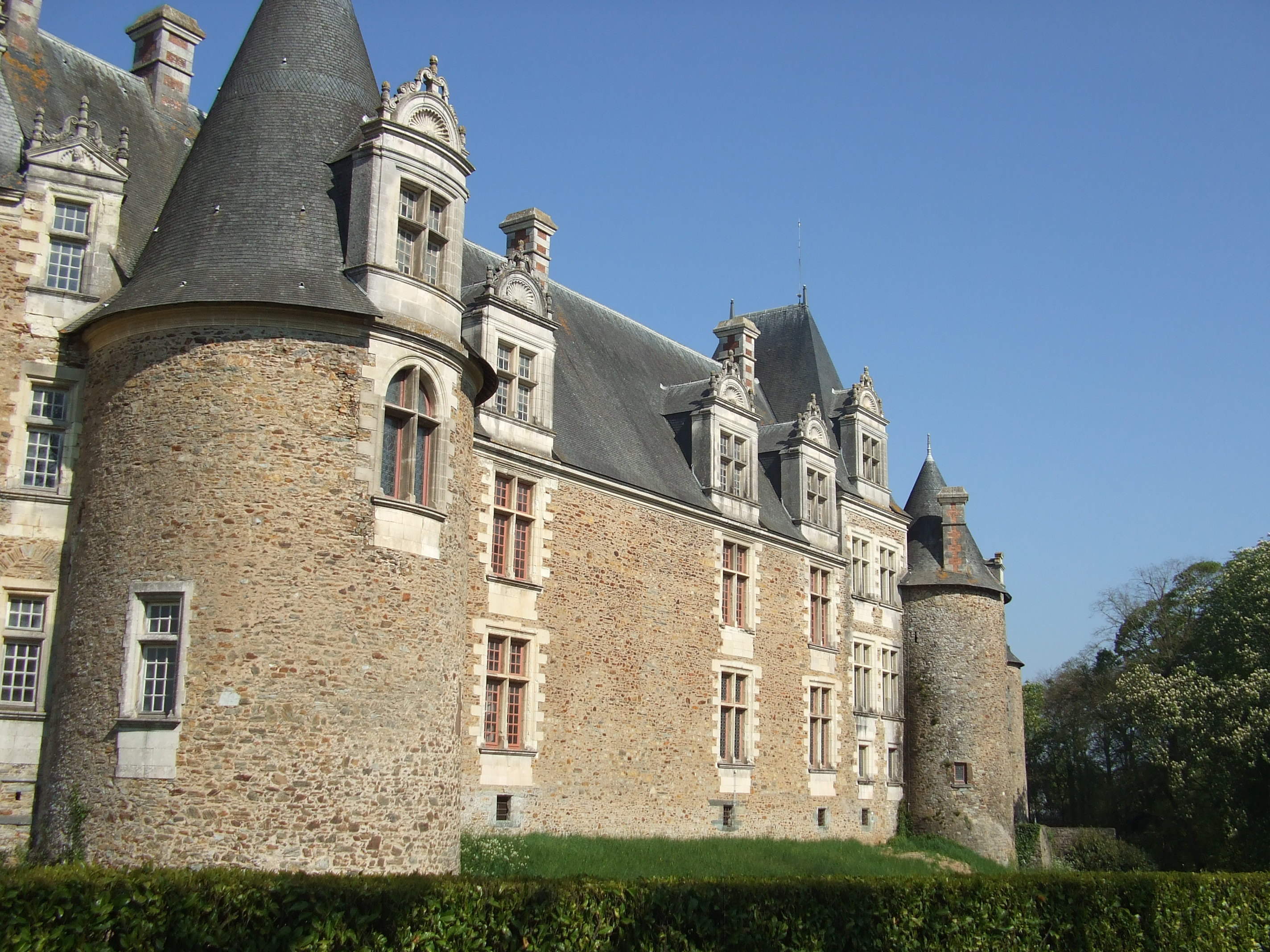
Schloss Châteaubriant

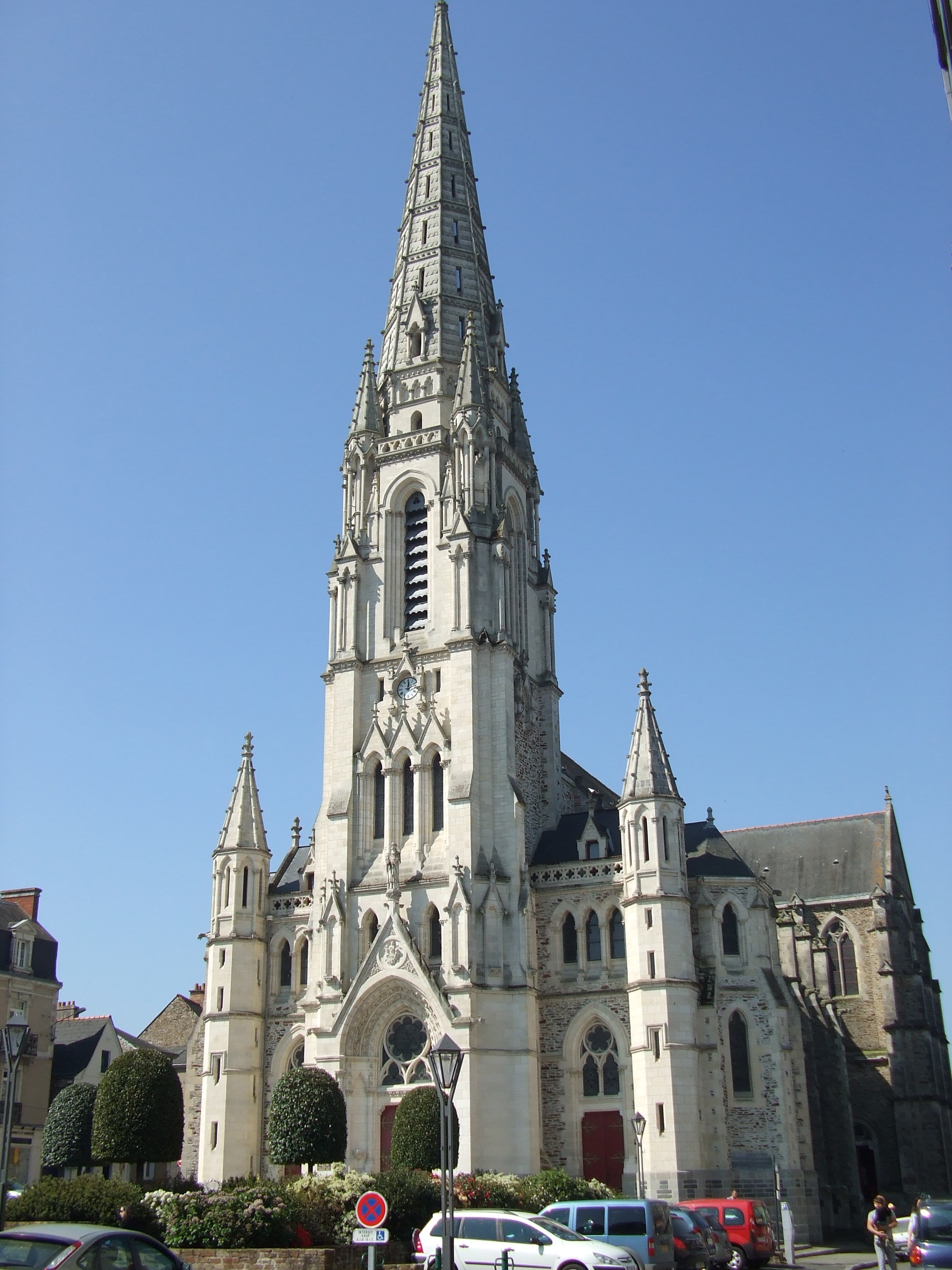
Kirche St. Nikolaus

- Schloss Châteaubriant, Monument historique
- Kirche Saint-Jean in Béré, 10. Jahrhundert, Monument historique
- Musée de la Résistance[7]

Siehe auch: Liste der Monuments historiques in Châteaubriant

## Städtepartnerschaften
- Athlone, Republik Irland, seit 1975
- Brabova, Rumänien, seit 1990
- Radevormwald, Deutschland, seit 1981
- Tigzirt, Algerien

## Verkehr
Der Bahnhof Châteaubriant war ein regionaler Bahnknoten. Heute sind noch die Bahnstrecke Nantes–Châteaubriant und die Bahnstrecke Châteaubriant–Rennes in Betrieb. Ehemals führte die Bahnstrecke Sablé–Montoir-de-Bretagne durch die Stadt, die Bahnstrecke Châteaubriant–Ploërmel begann hier.

## Persönlichkeiten
- Auguste Émile Bellet (1856–1912), Maler
- Jean de Laval-Châteaubriant (1486–1543), bretonischer Adliger
- Didier Pasgrimaud (1966–2021), Radrennfahrer
- Sophie Trébuchet, Mutter von Victor Hugo